# ايفون جورج
ايفون جورج (بالفرنسية: Yvonne George)‏ (و. 1896 – 1930 م) هي مغنية، وممثلة، وممثلة مسرحية، من بلجيكا، توفيت في جنوة، عن عمر يناهز 34 عاماً.

## روابط خارجية
- ايفون جورج على موقع ميوزك برينز (الإنجليزية)